# فوگلسبرگ

فوگلسبرگ (به آلمانی: Vogelsberg) یک منطقهٔ گسترده و وسیع کوهستانی آتشفشانی در آلمان است که در ایالت هسن واقع شده‌است. فوگلسبرگ ۷۷۳٫۰ متر بالاتر از سطح دریا واقع شده‌است.

## نگارخانه

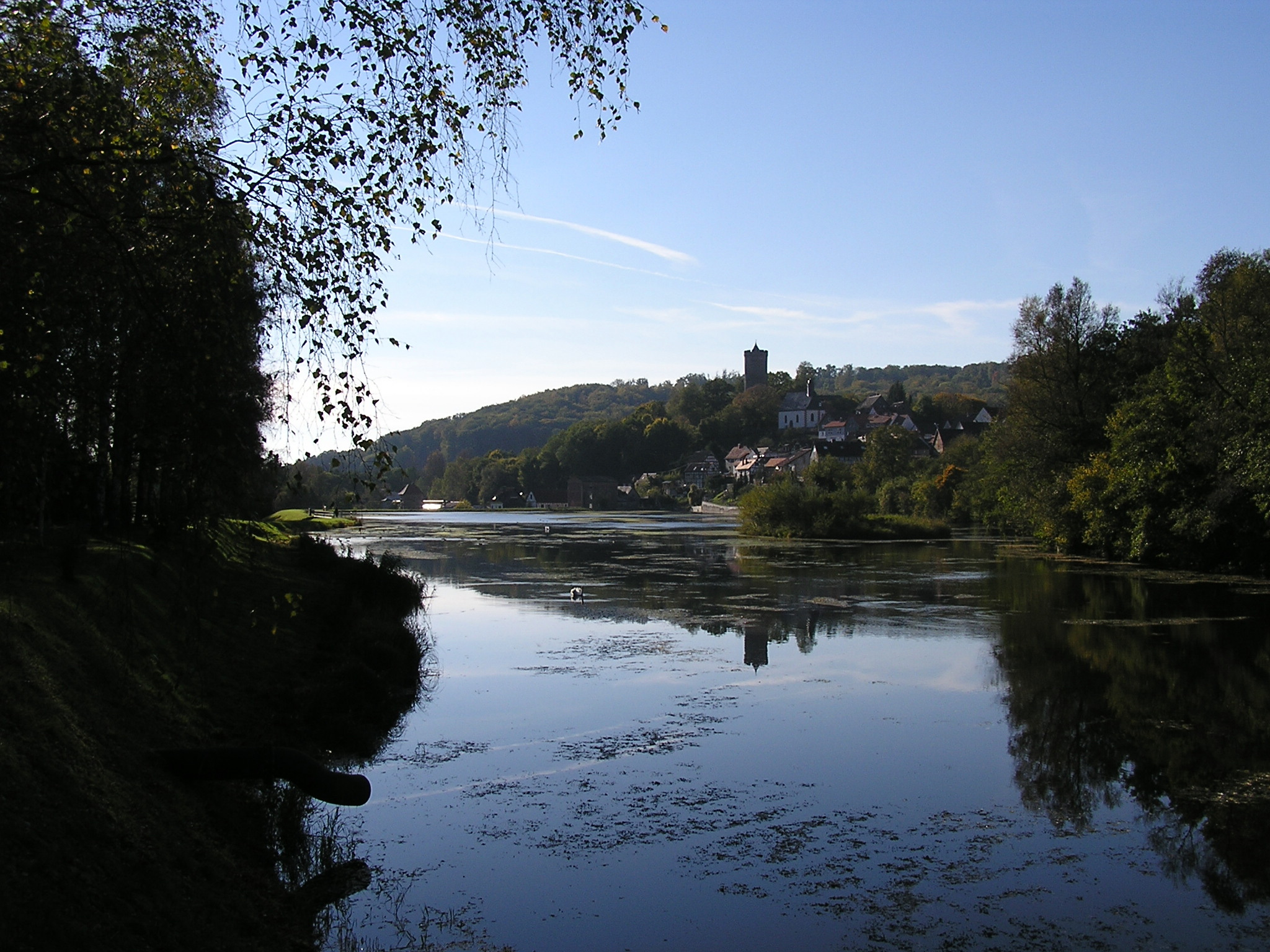
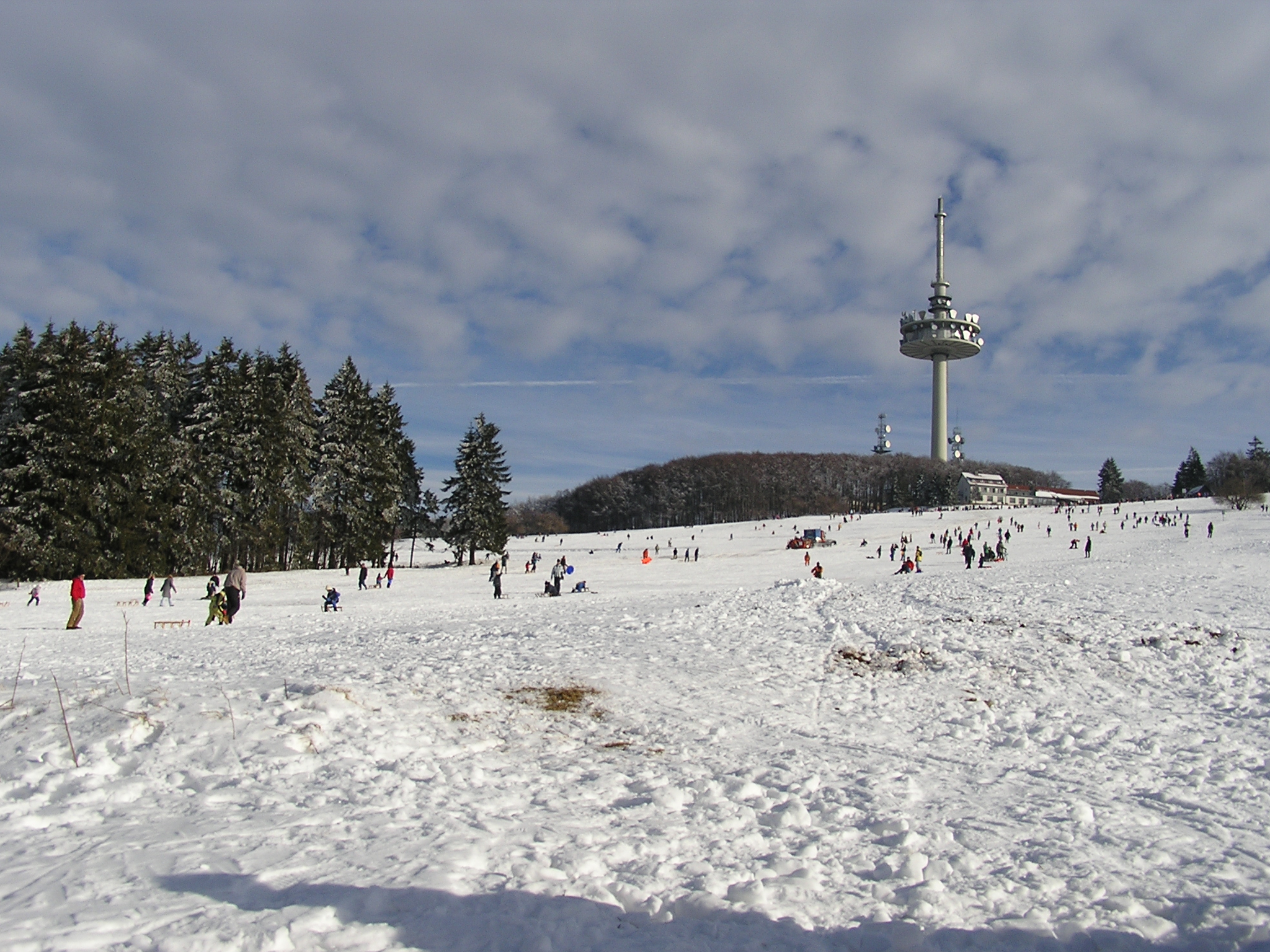
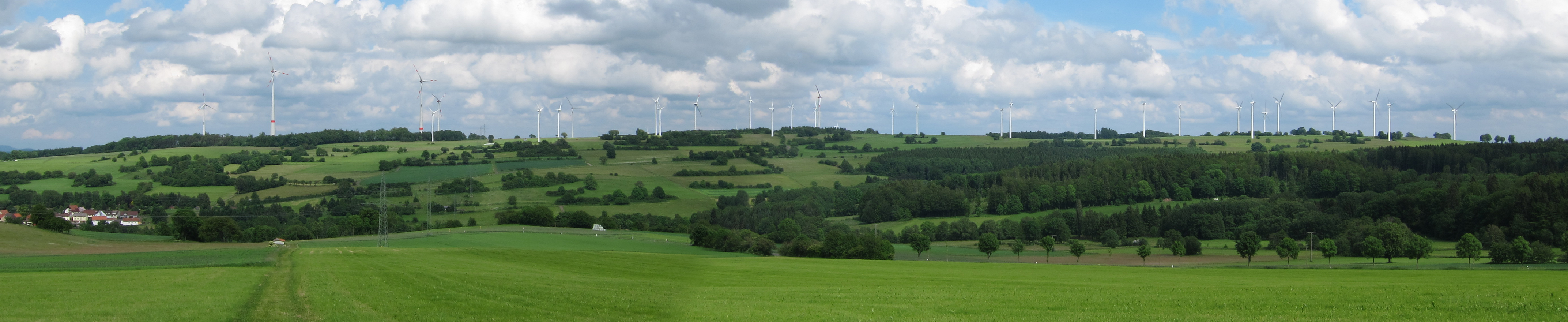
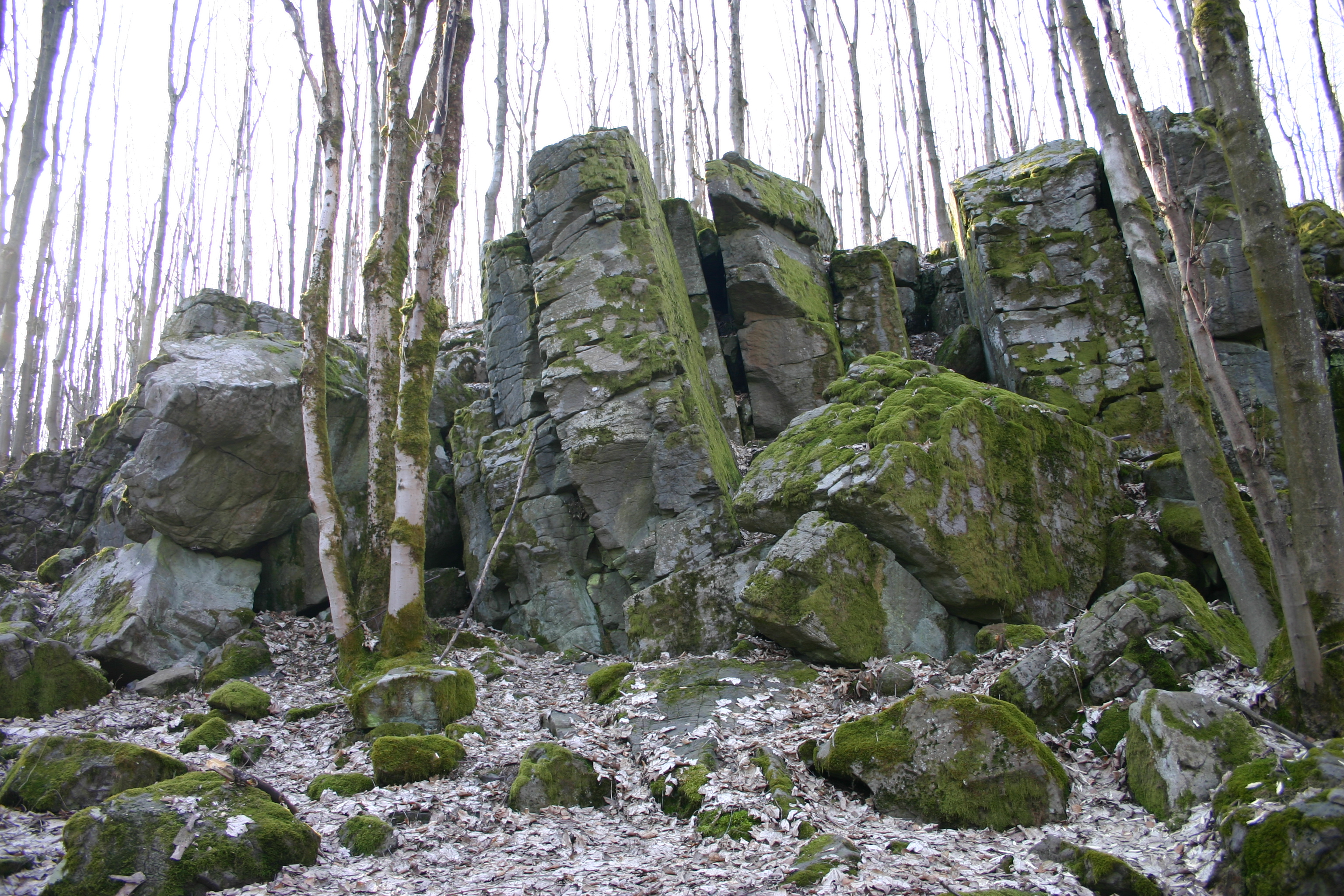
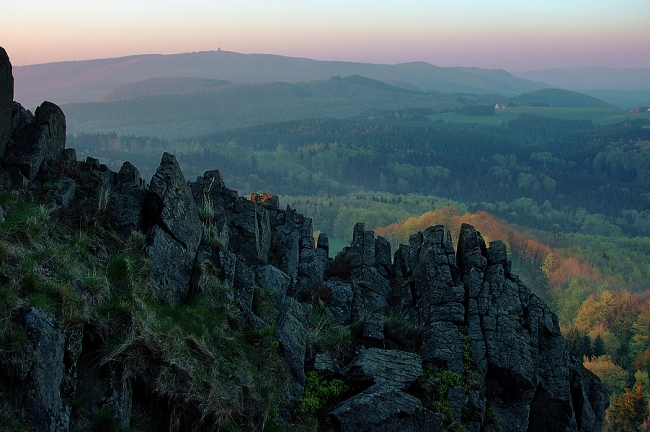
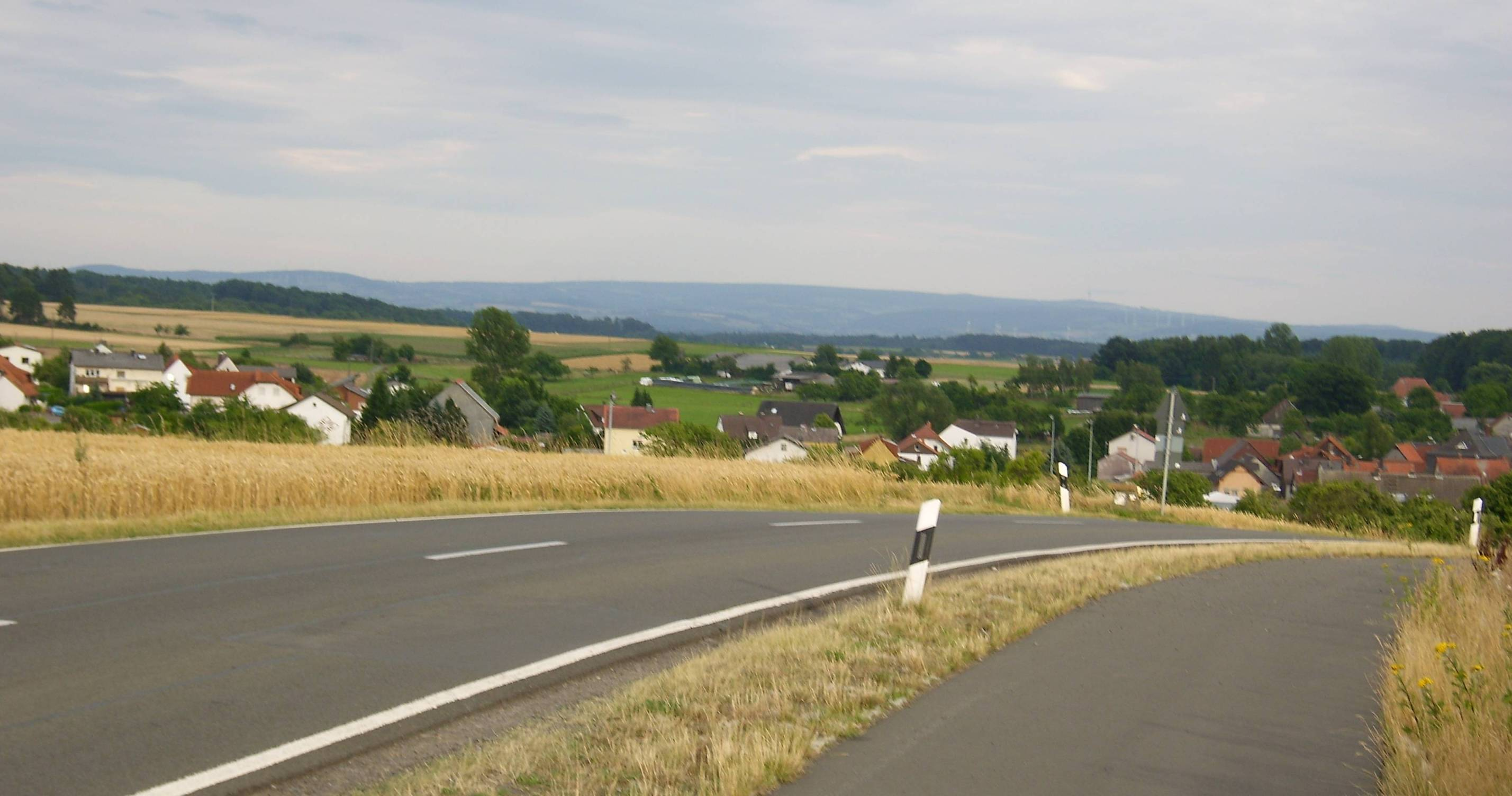
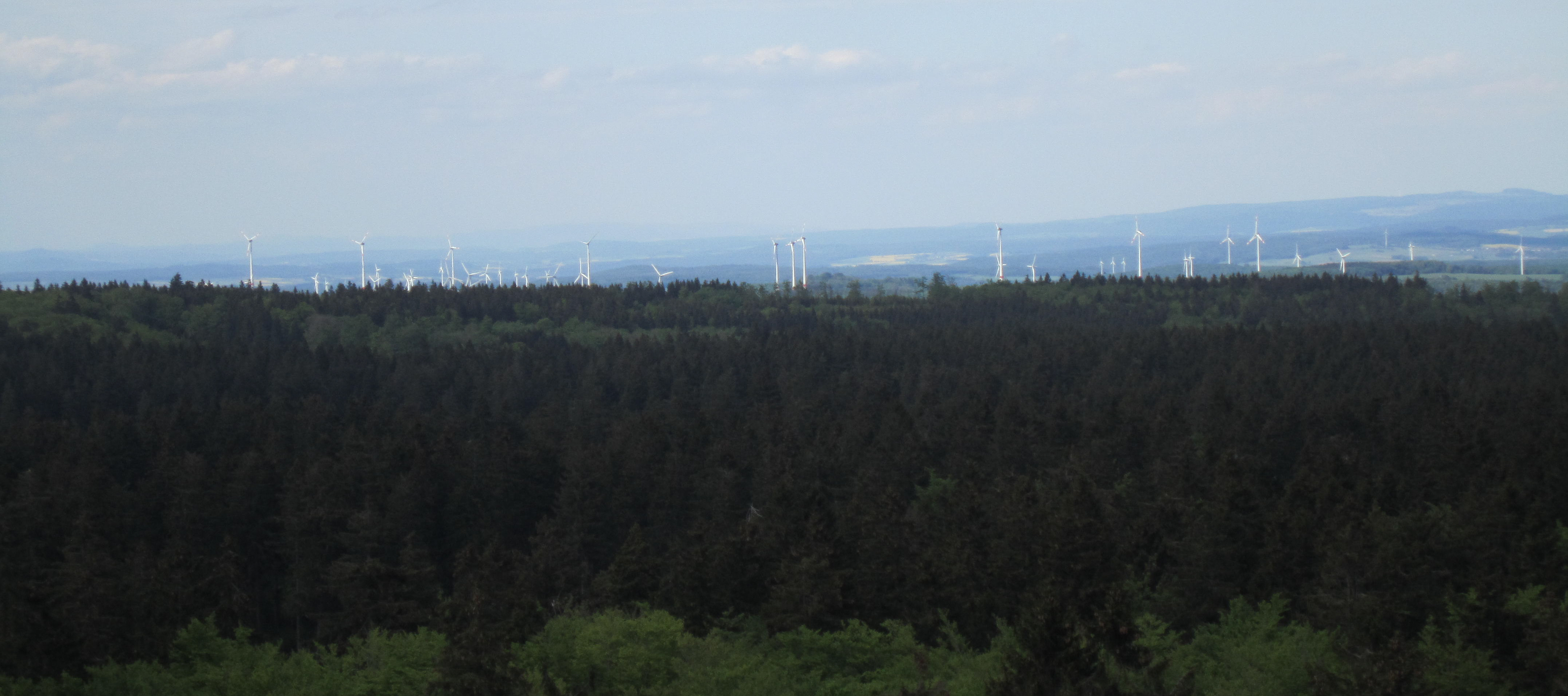
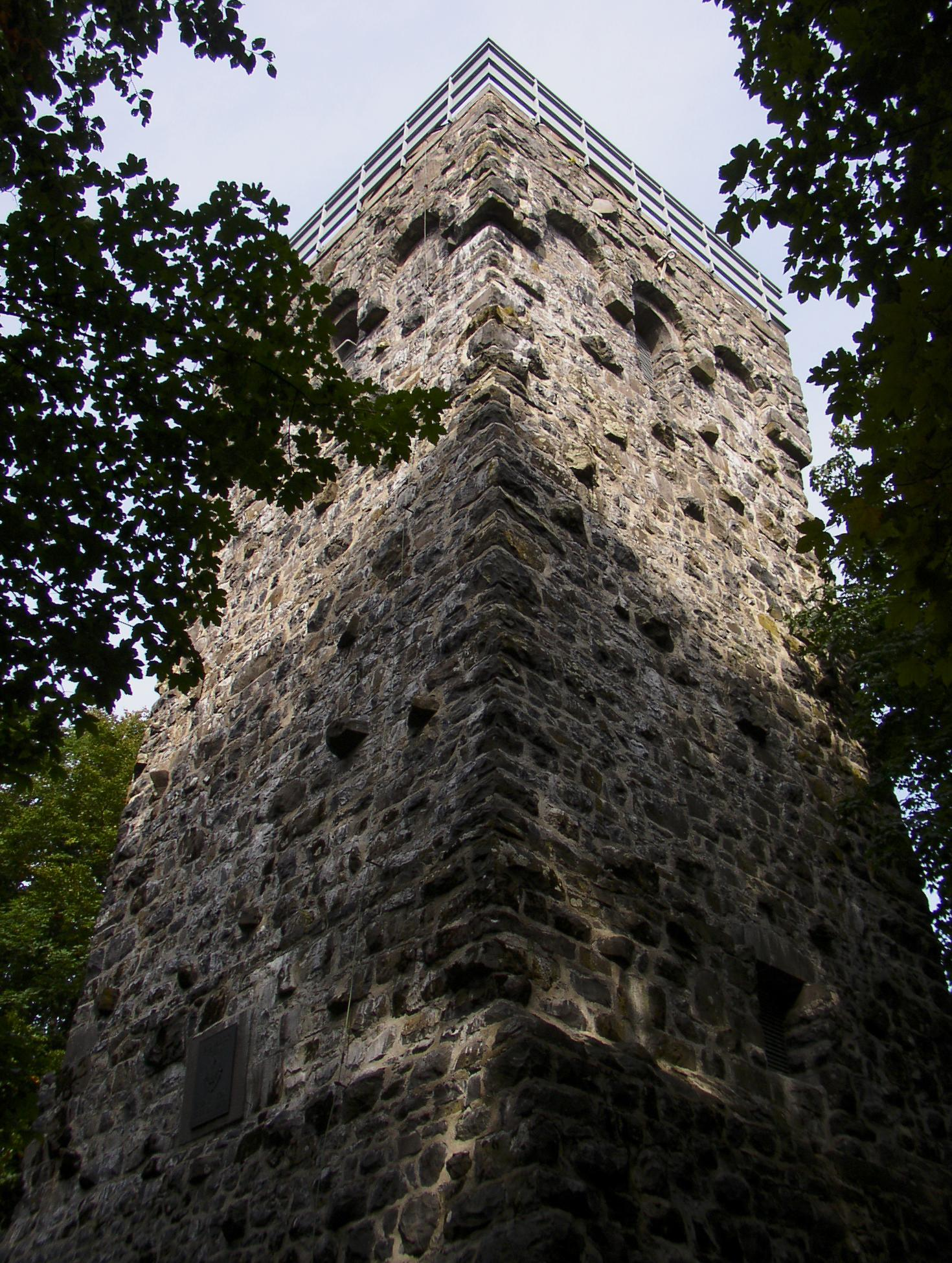